# Common rail
Common rail direktni vbrizg goriva, tudi skupni vod je moderna tehnologija vbrizgavanja goriva, ki se uporablja na bencinskih in dizelskih motorjih.
V dizelskih motorjih se uporablja visokotlačni skupni vod, ki dovaja gorivo pod zelo visokim tlakom (čez 1.000 bar ali 100 MPa ali 15.000 psi) v posamezne injektorje. Tretja generacija Common rail uporablja piezoelektrične injektorje za večjo natančnost pri vbrizgu. Tlaki pri teh injektorjih dosegajo tudi 3.000 bar (300 MPa; 44.000 psi).
Prvi common rail prototip je razvil Robert Huber v 1960ih. Marco Ganser je nadaljeval z razvojem tehnologije. Prvo serijsko vozilo s to tehnologijo so začeli proizvajati na Japonskem v srednjih 1990ih.
Moderni common rail sistemi uporabljajo elektronsko (za razliko od mehanskih) krmiljene injektorje, ki jih kontrolira ECU (engine control unit).

## Akronimi pri različnih proizvajalcih
- Ashok Leyland: CRS
- BharatBenz: 4d34i
- BMW: D (uporabljen tudi na Land Rover Freelander kot TD4)
- Chevrolet: VCDi (licenca od VM Motori)
- Cummins in Scania: XPI (razvit skupaj)
- Cummins: CCR
- Daimler: CDI (na Chrysler Jeep kot CRD)
- Fiat Group (Fiat, Alfa Romeo in Lancia): JTD (tudi MultiJet, JTDm, CDTi, TiD, TTiD, DDiS and Quadra-Jet)
- Ford Motor Company: TDCi (Duratorq in Powerstroke)
- Honda: i-CTDi in i-DTEC
- Hyundai in Kia: CRDi
- IKCO: EFD
- Isuzu: iTEQ
- Jeep: CRD
- Komatsu: Tier3, Tier4, 4D95 in HPCR
- Mahindra: CRDe, DiCR, m2DiCR
- Mazda: MZR-CD in Skyactiv-D
- Mitsubishi: DI-D
- Nissan: dCi
- Opel: CDTI
- Proton: SCDi
- PSA Peugeot Citroën: HDI ali HDi (razvit skupaj s Fordom)
- Renault: dCi (razvit skupaj z Nissanom)
- SsangYong: XDi
- Subaru: TD ali D
- Tata: DICOR in CR4
- Toyota: D-4D in D-Cat
- Volkswagen Group (Volkswagen, Audi, Seat and Skoda): TDI
- Volvo: D in D5